# 専門学校東京テクニカルカレッジ
専門学校東京テクニカルカレッジ（せんもんがっこうとうきょうテクニカルカレッジ）は東京都中野区東中野にある専門学校である。運営主体は学校法人小山学園。

## 概要
1987年（昭和62年）に東京都国立市に開校した専門学校である。2009年（平成21年）4月に東京都中野区東中野に移転した。

### 設置学科
- 建築監督科（4年制・高度専門士）
- 建築科
- 建築科（夜間 建築士専科）
- インテリア科
- データサイエンス+AI科
- IoT+AI科
- 情報処理科
- ゲームプログラミング科
- Web動画クリエイター科
- 環境テクノロジー科
- バイオテクノロジー科

### 所在地
JR中央線・JR総武線・都営地下鉄大江戸線 東中野駅東口徒歩1分・東京メトロ東西線 落合駅徒歩10分

## 沿革
- 1986年4月 - 東京工科専門学校国立校舎（9号館）開設、バイオテクノロジー科設置
- 1987年4月 - 国立市（国立市東1-15-5）に専門学校東京テクニカルカレッジ設立、国立校舎（10号館）開設、建築科・情報処理科設置
- 1988年4月 - 空調科・インテリア科・バイオテクノロジー科設置
- 1989年4月 - 空調科を環境システム科と科名変更
- 1990年4月 - システムエンジニア科（3年制）設置
- 1990年11月 - 通産省より情報化人材育成連携機関委嘱校として指定
- 1991年4月 - 電子情報システム科（3年制）設置
- 1993年12月 - バイオテクノロジー研究科（1年制）設置
- 1994年4月 - ゲームソフト科設置、環境システム科を建築設備工学科と科名変更
- 1995年4月 - システムエンジニア科と電子情報システム科を統合し高度情報処理科と科名変更、マルチメディアソフト科設置
- 1996年4月 - 高度情報処理科・ゲームソフト科に専門士の称号付与、デジタルデザイン建築学科、環境テクノロジー科、建築研究科、メディア開発研究科設置
- 1997年4月 - ヒューマンスペースデザイン科、建築科（夜間）設置、インテリア科をインテリアデザイン科と科名変更
- 2000年5月 - テラハウスICA国立設立
- 2001年4月 - インテリアデザイン科をインテリア科に、マルチメディアソフト科をコンピュータエンターテイメント科に科名変更（建築設備工学科・ゲームソフト科・ヒューマンスペースデザイン科廃止）
- 2002年4月 - ゲームCG科(2年制)、ゲームプログラミング科(2年制)設置（高度情報処理科・デジタルデザイン建築学科廃止）
- 2009年4月 - 現在地へ移転し東京工科専門学校の一部学科（インテリア科、建築科、建築工学科、Webプログラミング科）を統合
- 2010年3月 - ゲームCG科廃止
- 2011年4月 - WEBサイト制作科をWebデザイナー科に科名変更、建築監督科（4年制）設置
- 2013年3月 - 建築工学科廃止
- 2017年4月 - Webデザイナー科をWeb動画クリエイター科に科名変更
- 2019年3月 - Webプログラミング科廃止
- 2022年4月 - データサイエンス+AI科・IoT+AI科設置

## 関連校
- 東京工科自動車大学校
- 東京工科自動車大学校世田谷校
- 東京工科自動車大学校品川校